# Terpsiphone
A Terpsiphone a madarak osztályának verébalakúak (Passeriformes) rendjébe és a császárlégykapó-félék (Monarchidae) családjába tartozó nem.

## Rendszerezésük
A nemet Constantin Wilhelm Lambert Gloger írta le 1827-ben, az alábbi fajok tartoznak ide:
- Bedford-paradicsom-légyvadász (Terpsiphone bedfordi)
- rozsdáshasú paradicsom-légyvadász (Terpsiphone rufocinerea)
- szenegáli paradicsom-légyvadász (Terpsiphone rufiventer)
- Annobón-szigeti paradicsom-légyvadász (Terpsiphone smithii)
- Bates-paradicsom-légyvadász (Terpsiphone batesi)
- feketebegyű paradicsom-légyvadász (Terpsiphone viridis)
- berki paradicsom-légyvadász (Terpsiphone paradisi)
- szumátrai paradicsom-légyvadász (Terpsiphone affinis[1] vagy Terpsiphone paradisi affinis)[2]
- floresi paradicsom-légyvadász (Terpsiphone floris[1] vagy 	Terpsiphone paradisi floris)[2]
- amuri paradicsom-légyvadász (Terpsiphone incei[1] vagy Terpsiphone paradisi incei)[2]
- gyászos paradicsom-légyvadász (Terpsiphone atrocaudata)
- kék paradicsom-légyvadász (Terpsiphone cyanescens)
- vörhenyes paradicsom-légyvadász (Terpsiphone cinnamomea)
- luzoni paradicsom-légyvadász (Terpsiphone unirufa[1] vagy Terpsiphone cinnamomea unirufa)[2]
- São Tomé-i paradicsom-légyvadász (Terpsiphone atrochalybeia)
- malgaszi paradicsom-légyvadász (Terpsiphone mutata)
- Seychelle-szigeteki paradicsom-légyvadász (Terpsiphone corvina)
- mauritiusi paradicsom-légykapó (Terpsiphone bourbonnensis)